# Glyptomorpha melanopa
Glyptomorpha melanopa är en stekelart som först beskrevs av Cameron 1911.  Glyptomorpha melanopa ingår i släktet Glyptomorpha och familjen bracksteklar. Inga underarter finns listade i Catalogue of Life.